# إلصاق
الإلصاق تعليق أحد المعنيين على الآخر.

## التعريف
الإلصاق في اللغة اللصوق فإن يجيء لازما ومتعديا ثم اللصوق الذي هو مفاد الباء الجارة أعم من أن يكون بطريق المقارنة والاتصال كما في مررت بزيد وفي ابتداء بسم الله الرحمن الرحيم، أو بطريق المخامرة والمخالطة نحو به داء أي خامره.
ولولا يكون باء الإلصاق مع مجرورها ظرفا مستقرا إلا أن يكون خبر المبتدأ نحو مروري بزيد والفرق بينه وبين المصاحبة بأن بينهما عموما وخصوصا مطلقا بأن الإلصاق أخص من المصاحبة نحو اشتريت الفرس بسرجه أي مع سرجه ومعناه مصاحبة السرج واشتراكه مع الفرس في الاشتراء ولا يلزم أن يكون السرج حال اشتراء الفرس ملصقا به وهو فرق لم يوجد في الكتب المشهورة في النحو مع أن من قال بهذا الفرق فسر الإلصاق بإفادة أمر بمجرور الباء سواء كان ذلك الأمر معمول فعل أو لا وهو لا يقتضي أن يكون معمول الفعل ملصقا بمجروره. ولا شك أن الاشتراء ملصق بالسرج وإن لم يكن السرج ملصقا بالفرس.
والظاهر أن الفرق بينهما بالعموم والخصوص أيضا لكن بأن المصاحبة أخص من الإلصاق فإن الإلصاق مجرد لصوق معنى الفعل بمجروره. والمصاحبة أن يكون لمجروره شرك في ذلك المعنى الملصق كما تقتضيه صيغة المفاعلة ففي المصاحبة الإلصاق مع خصوصية زائدة عليه وهي كونه بطريق الشركة كما أن الاستعانة إلصاق مع خصوصية أن المجرور الملصق به آلة ففي قولنا به داء إلصاق ولا مصاحبة وفي قولنا اشتريت الفرس بسرجه إلصاق مع المصاحبة.